# Cochranella albomaculata
Cochranella albomaculata (tên tiếng Anh là Ranita De Cristal) là một loài ếch thuộc họ Centrolenidae.
Loài này có ở Colombia, Costa Rica, Honduras, và Panama.
Môi trường sống tự nhiên của chúng là rừng ẩm vùng đất thấp nhiệt đới hoặc cận nhiệt đới, vùng núi ẩm nhiệt đới hoặc cận nhiệt đới, và sông ngòi.

## Hình ảnh

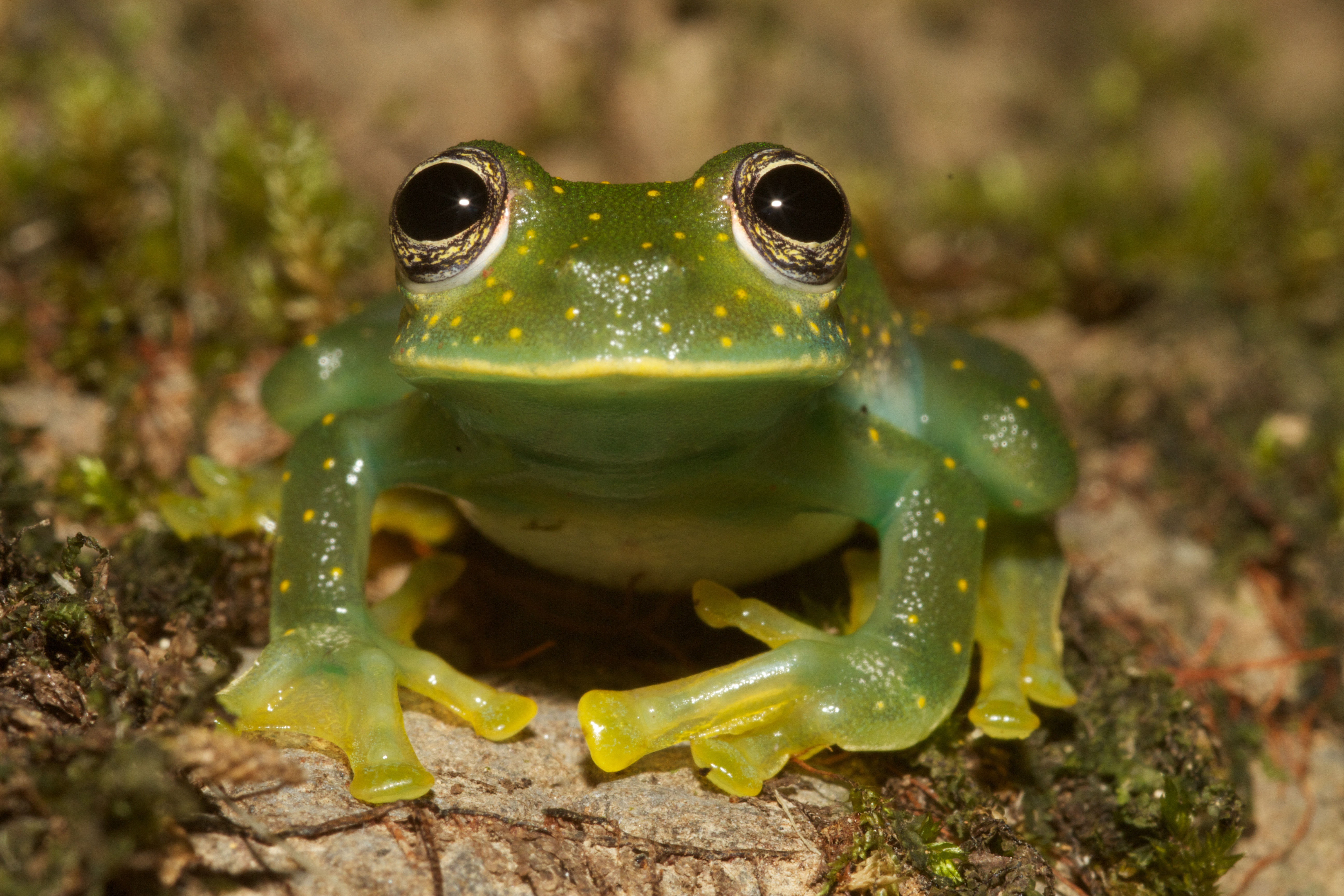
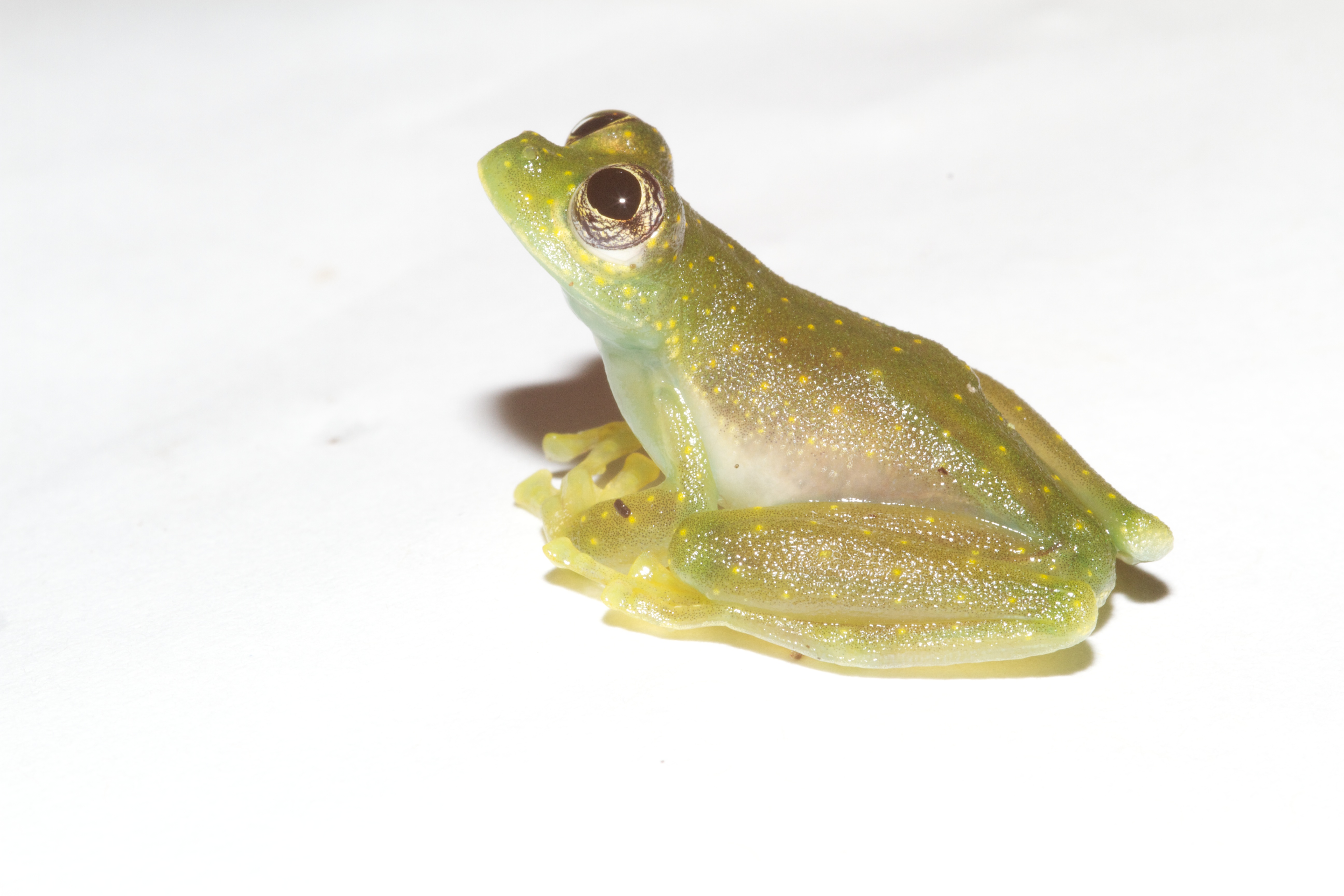
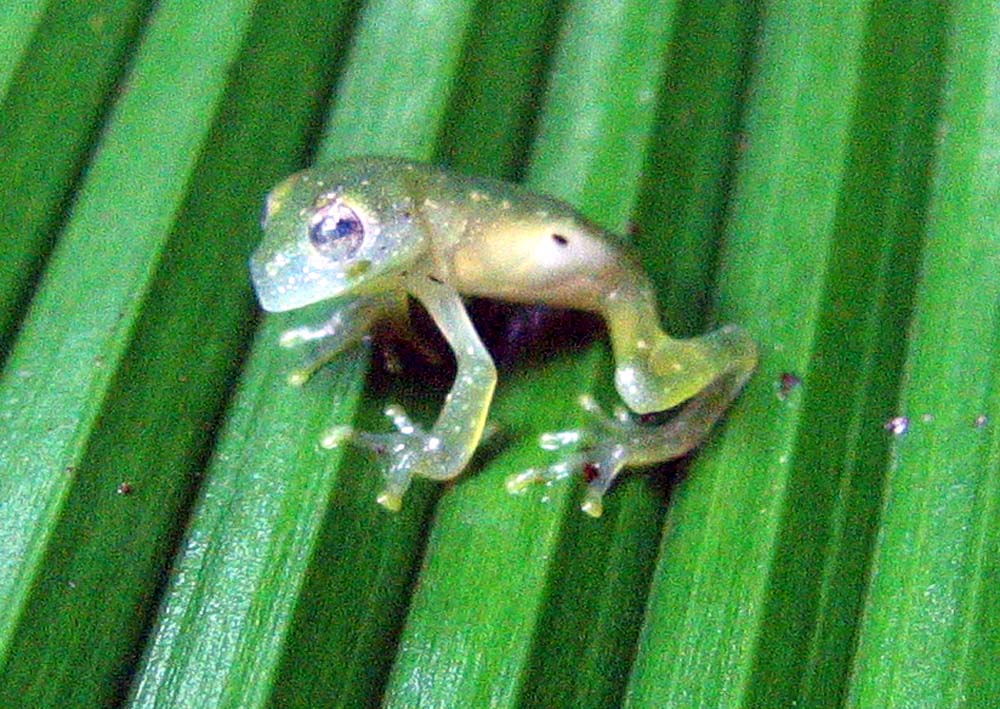
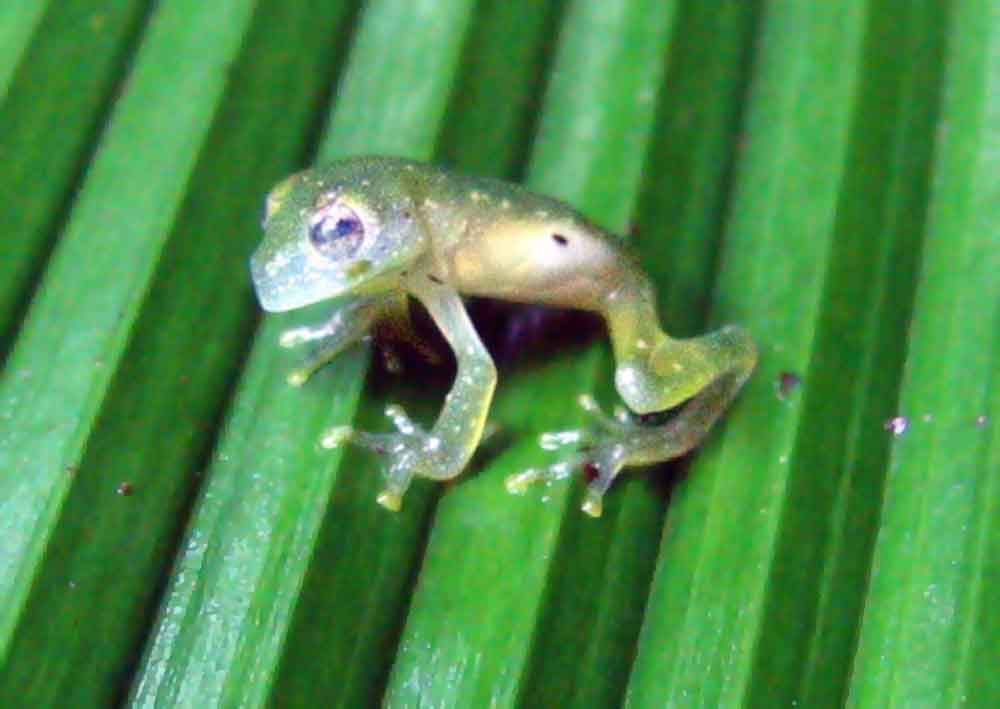